# Speccafrons
Speccafrons is een vliegengeslacht uit de familie van de halmvliegen (Chloropidae).

## Soorten
- S. cypria Nartshuk, 1990
- S. halophila (Duda, 1933)
- S. mallochi (Sabrosky, 1938)